# Chelonus pseudoscrobiculatus
Chelonus pseudoscrobiculatus is een insect dat behoort tot de orde vliesvleugeligen (Hymenoptera) en de familie van de schildwespen (Braconidae). De wetenschappelijke naam van de soort werd voor het eerst geldig gepubliceerd door Braet & Fretey in 1997.